# الکترونیک دیجیتال
الکترونیک دیجیتال (به انگلیسی: Digital electronics) رشته‌ای از الکترونیک است که شامل مطالعه سیگنال‌های دیجیتال و مهندسی دستگاه‌هایی است که سیگنال‌های دیجیتال را استفاده یا تولید می‌کنند. این شاخه از الکترونیک در مقابل الکترونیک آنالوگ و سیگنال‌های آنالوگ قرار دارد.
مدارهای الکترونیکی دیجیتال معمولاً از مجموعه بزرگی از دروازه‌های منطقی ساخته می‌شوند که اغلب در مدارهای مجتمع بسته‌بندی می‌شوند. دستگاه‌های پیچیده ممکن است نمایش‌های الکترونیکی ساده‌ای از توابع منطق بولی داشته باشند.